# The Witcher (videojoc)
The Witcher, (del polonès Wiedźmin), és un videojoc de rol per a PC desenvolupat per CD Projekt RED STUDIO i distribuït per CD Projekt a Polònia i Atari a la resta del món. El videojoc està basat a la saga de llibres del mateix nombre de l'escriptor polonès Andrzej Sapkowski. Aquest videojoc utilitza el motor aurora de la companyia BioWare. Va ser llançat a Europa i Norteamèrica l'octubre de 2007. Una versió per a la consola que va utilitzar un motor de joc i sistema de combat totalment nou, titulat The Witcher: Rise of the White Wolf va ser llançar durant la tardor del 2009, però es va suspendre per problemes de pagament amb els desenvolupadors de la companyia francesa Widescreen Games.
The Witcher té lloc en un món fantàstic medieval i relata la història de Geralt de Rivia, un dels pocs bruixos restants (caçadors de monstres a sou, que tenen poders sobrenaturals).

## Història
El joc explica la història de Geralt de Rivia, qui en la introducció de el joc va ser encarregat de curar a la filla del Rei Foltest, qui tenia una maledicció que la transformava en un monstre ferotge, Geralt la cura satisfactòriament, donant la visió a el jugador del que d'ara endavant seria el treball de bruixot.
Misteriosament els anys passen, acabant amb Geralt sent transportat cap a la fortalesa de bruixots Kaer Morhen per altres companys bruixots, els qui l'havien trobat inconscient al camp. Geralt no recorda res sobre la seva vida abans de tornar a Kaer Morhen.